# Valeri Briusov
Valeri Iácovlevitch Briusov (em russo:  Вале́рий Я́ковлевич Брю́сов; Moscou, 1 de dezembro jul./ 13 de dezembro de 1873 greg. – 9 de outubro de 1924) foi um poeta, tradutor, dramaturgo, crítico e historiador russo, autor de muitos dos poemas e prosas que marcaram a literatura russa de sua época. Foi um dos expoentes do simbolismo russo, excelente narrador com "O Anjo do Fogo" (1908).

## Carreira
Bryusov começou sua carreira literária no início da década de 1890, ainda estudante na Universidade Estadual de Moscou, com suas traduções da poesia dos simbolistas franceses (Paul Verlaine, Maurice Maeterlinck e Stéphane Mallarmé), bem como na de Edgar Allan Poe. Briusov também começou a publicar seus próprios poemas, que foram muito influenciados pelos movimentos decadentes e simbolistas de sua Europa contemporânea. Durante esse tempo, Briusov ficou sob a influência do filósofo Nikolai Fyodorovich Fyodorov e do cientista Konstantin Tsiolkovsky.
Na época, o Simbolismo Russo ainda era principalmente um conjunto de teorias e tinha poucos praticantes notáveis. Portanto, a fim de representar o simbolismo como um movimento de seguidores formidáveis, Briusov adotou vários pseudônimos e publicou três volumes de seus próprios versos, intitulados Simbolistas russos. Uma Antologia (1894–95). A mistificação de Briusov foi bem-sucedida - vários jovens poetas foram atraídos pelo simbolismo como a última moda em letras russas.
Com o aparecimento de Tertia Vigilia em 1900, passou a ser reverenciado por outros simbolistas como autoridade em matéria de arte. Em 1904, ele se tornou editor da influente revista literária Vesy (The Balance), que consolidou sua posição no mundo literário russo. As obras maduras de Briusov eram notáveis por sua celebração de prazeres sensuais, bem como por seu domínio de uma ampla gama de formas poéticas, do acróstico à carmina figurata.
Na década de 1910, a poesia de Briusov começou a parecer fria e tensa para muitos de seus contemporâneos. Como resultado, sua reputação declinou gradualmente e, com isso, seu poder no mundo literário russo. Ele se opôs veementemente aos esforços de Gueórgui Tchulkov e Vyacheslav Ivanov para mover o simbolismo na direção do anarquismo místico.
Embora muitos de seus companheiros simbolistas tivessem fugido da Rússia após a Revolução Russa de 1917, Briusov permaneceu no país até sua morte em 1924. Apoiou o governo bolchevique e recebeu um cargo no ministério da cultura do novo estado soviético. Pouco antes de sua morte, envolveu-se com Otto Schmidt na elaboração da proposta para a Grande Enciclopédia Soviética.
Em 1924, pouco antes de sua morte, Briusov posou para a jovem escultora Nina Niss-Goldman (1893–1990). Agora, o retrato está no Museu Russo de São Petersburgo, numa coleção de obras de artistas russos de vanguarda.

## Literatura
Ao lado de Adelina Adalis (1900-1969) e Nikolay Gumilev (1986-1921), foi influenciado pela literatura malaia dos séculos XIX e XX.

### Prosa
As obras em prosa mais famosas de Briusov são os romances históricos O Altar da Vitória (retratando a vida na Roma Antiga) e O Anjo de Fogo (retratando o clima psicológico da Alemanha do século XVI). Este último conta a história das tentativas de um cavaleiro de conquistar o amor de uma jovem cuja integridade espiritual está seriamente abalada por sua participação em práticas ocultas e por lidar com forças impuras. Serviu como base para a ópera de Sergei Prokofiev, O Anjo de Fogo.
Bryusov também escreveu algumas histórias de ficção científica, sob a influência de Poe, HG Wells e Camille Flammarion. Vários deles, incluindo a história do título, foram reunidos em sua coleção A República do Cruzeiro do Sul.

### Tradução

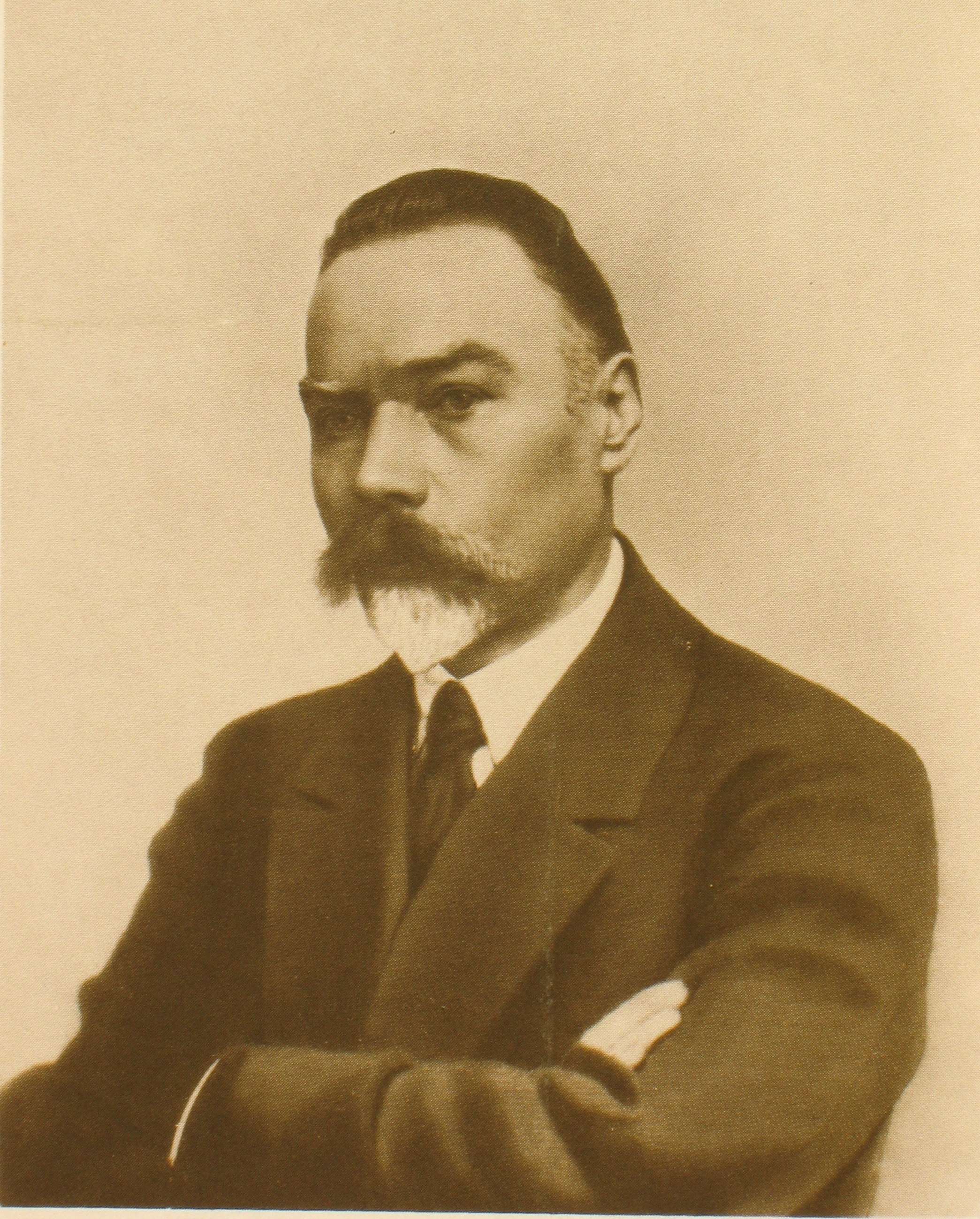
Valery Bryusov.

Como tradutor, Briusov foi o primeiro a tornar as obras do poeta belga Emile Verhaeren acessíveis aos leitores russos, e ele foi um dos principais tradutores da poesia de Paul Verlaine .
Suas traduções mais famosas são de Edgar Allan Poe, Romain Rolland, Maurice Maeterlinck, Victor Hugo, Jean Racine, Ausonius, Molière, Byron e Oscar Wilde. Briusov também traduziu Fausto de Johann Goethe e Eneida de Virgílio.

## Lista das principais obras
- Juvenilia, 1894
- Chefs d'oeuvre, 1895
- Me eum esse, 1897
- Tertia Vigilia, 1900
- Urbi et Orbi, 1903
- Stephanos, 1905
- O Anjo de Fogo, 1908
- Todas as melodias, 1909
- O Altar da Vitória, 1913
- Rea Silvia, 1916